# Campari
Campari (i Italien kaldt Campari Bitter eller bare Bitter) er varemærket for en krydderlikør med bittersød smag.
Campari blev udviklet i 1860 af den italienske likørblander, Gaspare Campari. Han ejede Caffé Campari i hjertet af Milano, som har skiftet navn til Café Zucca, som det hed i 1867, da Verdi og Toscanini var blandt stamgæsterne, før Caspare Campari tog over.
Den campari, man producerer i dag, indeholder næsten de samme ingredienser som den første i 1860, og
opskriften er stadig en velbevaret hemmelighed. Ifølge Gruppo Campari kender kun en håndfuld
betroede medarbejdere den præcise opskrift, som er baseret på bitre urter, aromatiske planter og frugter, der bliver opblødt i destilleret vand og tilsat sukker og alkohol. Den røde farve stammer fra det naturlige farvestof karmin.
I adskillige lande tilbydes Campari-Soda færdigblandet i små, runde, kegleformede flasker, skabt af den futuristiske
maler og billedhugger Fortunato Depero i 1931.

## Kunst
I anledning af Camparis 150 års jubilæum i 2010 er der i Milano åbnet Galleria Campari, der præsenterer mange hundrede originale værker, som kunstnere har skabt til Campari. Kunstværkerne er tidstypiske for
den periode, de repræsenterer og er udført af  Marcello Dudovich, Fortunato
Depero, Leonetto Capiello og Bruno Munari, hvis værk også er udstillet på Museum of Modern Art
i New York.
Camparis tilknytning til kunsten går helt tilbage til 1800-tallet. Davide Caspari, som var søn af Camparis
grundlægger, Gaspare Campari, havde stor interesse for kultur og kunst. Han oparbejdede en betydelig
kunstsamling og støttede en række af tidens kendteste kunstnere, som han desuden brugte i markedsføringen
af Campari.
- Campari
- Campari soda
- Campari soda